# Les Cathares
Pour plus de détails, voir Fiche technique et Distribution.
Les Cathares est un téléfilm français en deux épisodes réalisés par Stellio Lorenzi en 1966. C'est le dernier téléfilm de la série La caméra explore le temps de Stellio Lorenzi, André Castelot et Alain Decaux.
Les deux volets ont été diffusés les 22 et 29 mars 1966 ; ils constituaient le point final de l'émission, dont l'arrêt avait été décidé auparavant par l'ORTF, mettant fin, à la demande du pouvoir politique, à cette série de neuf ans d'émissions. Ce téléfilm fit découvrir aux Français cet épisode peu connu de guerre de religion et de persécution religieuse au XIIIe siècle, et souleva un intérêt pour l'histoire des cathares et le régionalisme occitan, dans un contexte de violents débats politiques et religieux,,.

## Synopsis

### Première partie: la croisade
Le film commence par une séquence de la fin de la croisade et de la prise du château de Montségur. L'évêque cathare Bertrand Marti accorde le consolamentum aux cathares qui préfèrent être brûlés vifs plutôt que de renoncer à leur religion. Il leur rappelle que selon la doctrine cathare, le monde réel en proie au mal a été créé par le Diable et non pas par Dieu.
Le film se poursuit en montrant la dépravation du clergé de l'époque : un moine tente de violer une paysanne, les chanoines exploitent les paysans. Il montre l'opposition entre l'Église représentée par l'évêque Foulques de Toulouse qui veut lutter contre l'hérésie cathare et le comte de Toulouse Raymond VI qui veut protéger son peuple.
Un épisode montre une vive discussion entre une population mélangée catholique, cathare et vaudoise, opposée à l'Église corrompue, appuyée par l'évêque cathare Bertrand Marti, et des moines catholiques Arnaud et le futur Saint Dominique. Ils sont venus d'Espagne pour mener une vie austère et essayer de ramener les cathares au catholicisme, mais sans succès. Il montre le rejet par les cathares du monde matériel, dont la Croix, vu que les cathares pensaient que Jésus ne s'était pas incarné dans un corps physique.
Frère Arnaud et Dominique rencontrent le légat du pape Pierre de Castelnau. Celui-ci ne comprend pas leur démarche de pauvreté pour chercher à convertir en s'éloignant des mœurs du clergé riche et corrompu. Crosse de bois, évêque d'or ; crosse d'or, évêque de bois affirment-ils comme dicton local.
Le légat du pape vient rencontrer Raymond VI. Ils ne se comprennent pas : le légat reproche au comte de ne pas lutter contre l'hérésie. Le comte répond que les cathares ne font de mal à personne et que l'Église catholique est éloignée de l'église de Dieu. Le légat prononce l'excommunication de Raymond VI. Dans la campagne, un homme à cheval tue le légat du pape à Saint-Gilles (1208).
Le pape lance la croisade des albigeois en promettant aux croisés la rémission de leurs péchés, mais aussi les terres et les propriétés conquises. Les barons français se croisent.
Raymond VI vient faire amende honorable pour éviter de voir ses terres ravagées par la croisade et il subit les punitions correspondantes. Mais le nouveau légat poursuit la croisade. Raymond VI va jusqu'à se croiser lui-même pour limiter les conséquences de la guerre à venir. Cela révolte Raymond-Roger Trencavel qui veut lutter contre la croisade. Il adjure les habitants de Béziers de résister à la croisade. Mais les habitants de Béziers même catholiques refusent de livrer les cathares. Les croisés s'emparent de la ville à la suite d'une sortie aventureuse des Biterrois. Ils procèdent à un massacre général sans même chercher à séparer catholiques et cathares, selon la formule prétendue Tuez-les tous, Dieu reconnaitra les siens.
Les croisés lancent le siège de Carcassonne, sans Raymond VI qui a terminé sa période de 40 jours de croisade. En raison des souffrances de la population, Trencavel se rend aux croisés. Mais ceux-ci l'emprisonnent injustement, attribuent son domaine à Simon de Montfort et le laissent mourir. Ils passent en revue les populations et condamnent au bûcher les hérétiques.
Raymond VI, refusant l'entrée des croisés sur ses terres, subit l'excommunication plénière et l'évêque lance l'anathème sur la ville de Toulouse. Les croisés envahissent tout le Languedoc. Pierre II d'Aragon, auréolé par ses victoires contre les Sarrasins, vient au secours du comte de Toulouse pour également augmenter son influence au nord de son royaume. Mais les croisés sont vainqueurs à la bataille de Muret (1213) et Pierre II est tué.
Le pape confirme la possession des domaines de Simon de Montfort, ordonne à Raymond VI de partir en pèlerinage en Terre sainte et attribue au futur Raymond VII le minuscule Comtat Venaissin que celui-ci refuse. Simon s'empare de Toulouse. Mais une nouvelle révolte éclate, Raymond VI rentre de son exil à Gênes et prend Beaucaire et toutes les villes du Languedoc.
Simon échoue à reprendre Toulouse et meurt lors du siège le 25 juin 1218.
Après avoir fondé l'ordre des Prêcheurs en 1216, Dominique le développe dans plusieurs grandes villes européennes et lui donne ses règles. Il meurt en 1221 à Bologne.

### Deuxième partie: l'inquisition
Le film commence en 1222 par l'agonie et la mort de Raymond VI de Toulouse avec le refus de l'Église de lui donner les derniers sacrements du fait que le pape l'avait excommunié.
Peu après, Amaury de Montfort est reçu par le roi de France. Il est dans une situation difficile car il a hérité des terres léguées par son père Simon de Montfort tué lors du siège de Toulouse, mais ces terres sont toujours occupées. Il en fait don au roi de France qui lui accorde en retour le titre de connétable de France.
Les troupes du roi de France Louis IX ravagent et conquièrent le Languedoc. Raymond VII de Toulouse est contraint de signer le traité de Meaux-Paris
L'action se poursuit par l'hospitalité donnée par un couple de paysans à un parfait cathare, Bertrand Marti. Des sergents du roi poursuivant les hérétiques font irruption et leur extorquent de l'argent.
Le pape Grégoire IX estime que la croissance du royaume de France peut menacer la papauté et que la lutte contre l'hérésie cathare est inefficace. Il relance l'inquisition contre les cathares, ceux qui les hébergent ou les protègent, ou qui simplement possèdent une Bible.
Une séquence qui a beaucoup surpris et choqué à l'époque montre les moyens brutaux utilisés par les religieux eux-mêmes pour faire avouer : menaces, torture, appel à la délation comme moyen d'éviter les accusations, cadavres déterrés jetés aux ordures, exigence de tuer un chien comme preuve de non-hérésie.
C'est l'occasion de présenter succinctement la doctrine du catharisme : le monde matériel créé et dominé par le diable et non pas par Dieu, le clergé et la papauté instruments du diable, la réincarnation.
Le film se poursuit parmi les habitants du château de Monségur et les personnes cathares ou non qui s'y sont réfugiées.
Raymond VII ruse en prétendant vouloir assiéger le château de Montségur refuge des cathares, mais en fait en espérant une révolte générale et l'appui du roi d'Angleterre. Des chevaliers occitans massacrent des envoyés de l'inquisition à Avignonet-Lauragais en 1242. Mais la révolte échoue et le roi d'Angleterre est vaincu à la bataille de Taillebourg. Raymond VII et les nobles occitans se rendent.
Le roi de France met le siège autour du château de Montségur où sont réfugiés beaucoup de cathares. Le siège est très difficile du fait des capacités naturelles de défense du site. Les assiégés finissent par se rendre en 1244. Les catholiques peuvent quitter le château. Les cathares qui refusent d'abjurer sont brûlés vifs dans un bûcher collectif, mais trois d'entre eux évacuent un trésor des cathares dont on ne sait s'il est matériel, spirituel ou imaginaire.

## Interventions de Castelot et Decaux
La critique d'André Castelot à la fin du téléfilm contre le catharisme évoque le rejet par certains cathares des relations sexuelles parce qu'elles aboutissent à la naissance de nouveaux individus dans ce bas-monde soumis au Diable selon les cathares. Mais d'autres cathares affirmaient au contraire que les relations sexuelles donnaient naissance à des individus réincarnés qui avaient l'occasion de se libérer du mal. Alain Decaux affirme quant à lui que la conversion de bons catholiques au catharisme a pour cause le clergé catholique corrompu mais aussi une révolte nationaliste contre les Français du nord qui envahissaient et pillaient le pays. Il insiste sur le rôle du roi de France et de l'Église catholique pour annexer une province majeure autant que pour extirper l'hérésie. Ainsi que sur le rôle néfaste de l'Église quand elle veut se mêler des affaires civiles.

## Fiche technique
- Réalisation : Stellio Lorenzi
- Scénario et adaptation : Stellio Lorenzi, André Castelot et Alain Decaux
- Directeur de la photographie : Roger Dormoy, Marcel Weiss
- Décors : Jacques Chalvet
- Costumes : Monique Dunan

## Distribution
- Jean Topart : Raymond VI de Toulouse.
- Denis Manuel : Raymond VII de Toulouse.
- Pierre Asso : l'évêque Foulques de Toulouse.
- André Valmy : Comte de Foix.
- Jean-Marie Fertey : Comte de Mirepoix.
- Étienne Bierry : l'écuyer Guillaume de Raymond VII.
- Roland Ménard : Raymond de Péreille.
- Louis Arbessier : le consul de Toulouse.
- Maurice Bourbon : Peytavi.
- Germaine Delbat : Lombarda Peytavi.
- Viviane Attia : Donata Peytavi.
- Robert Vallée : Roger Peytavi.
- André Thorent : Pellefort.
- François Chaumette : Le Cardinal Saint-Ange.
- Josette Vardier : Blanche de Castille.
- Fabrice Guttinni : Louis IX enfant.
- Alain MacMoy : Hugues des Arcis.
- Hervé Sand : Guy de Montfort.
- William Sabatier : Simon de Montfort.
- Marcelle Ranson : Alice de Montfort.
- Jean Barrez : Amaury de Montfort.
- Yvon Sarray : Arnaud Amaury.
- Henri Nassiet : l'évêque cathare Bertrand Marti.
- Fred Ulysse : Caracous.
- Roger Crouzet : Giraud.
- Simone Rieutor : la femme de Giraud.
- Gerard Dournel : un sergent français.
- Claude Richard : un soldat français.
- Jean Obé : Le pape Grégoire IX.
- Claude Debord : Guillaume Arnaud.
- Daniel Le Roy : Jean Tisseyre.
- Bernard Garnier : un anonyme.
- Étienne de Swarte : un cathare.
- Christiane Lénier : Corba de Péreille.
- Martine Vatel : Esclarmonde de Péreille.
- Frédérique Jeantet : la fille de Raymond VI.
- Alain Nobis : Guy de Lévis.
- Claude Leblond : Jean, le Vaudois.
- Antoine Marin : le chanoine Gervais.
- Jean Négroni : Dominique de Guzman.
- Jacques Sempey : le néophyte.
- Fred Personne : Pierre de Castelnau.
- Guy Vassal : Raymond-Roger Trencavel.
- Jean Michaud : le pape Innocent III.
- Jacques Dannoville : Bouchard de Marly.
- Gilles Léger : le consul de Béziers.
- Martin Trévières : un soldat occitan.
- Jean Larroquette : Aimery de Montréal.
- Max Rongier : le troubadour.
- Dimitri Dineff : le héraut.
- André Rousselet : le messager.